# Liste des plages de l'île Saint-Martin
Liste des plages de l’île de Saint-Martin, aux Antilles.

## Plages côtières
De nos jours, les plages de sable à Saint-Martin sont d'une importance économique majeure par l'attrait touristique qu'elles représentent. Bien entendu, le reste du littoral (grèves et falaises) est tout aussi important par la diversité des paysages qu'il procure et par les écosystèmes qu'il abrite. La longueur des côtes de la partie française fait à peu près 39 km de long (plus 6 km pour l'île Tintamarre) dont environ 20 km de plages.
À l'état naturel, les plages existent là où elles sont en raison de multiples facteurs : le niveau de la mer, la profondeur du haut-fond sous-marin, les sédiments marins, les alluvions dues à l'érosion des roches des reliefs avoisinants, la force aussi érosive des vagues, les courants marins qui redessinent en permanence le trait littoral, la croissance du corail, la force et la direction du vent, la colonisation des plantes...
Au plan géomorphologique la plupart des plages de Saint-Martin sont des tombolos (cordons d'accumulation de sable, fossilisé ou non), créant une lagune (qui ici est dite « étang ») d'eau saumâtre entre la mer et la terre ferme. Ces lagunes ont un écosystème totalement différent des lagons.
Certaines plages conservent une passe (un chenal) entre l'étang qu'elles limitent et la mer. Cette passe peut être ouverte en permanence (tel à la plage de la baie de l'Embouchure) ou temporaire en fonction du volume des pluies ou de la force des raz-de-marée (tel sur les plages de Grand-case ou de Friars bay).
Sur un plan naturaliste, les plages ont une faune et une flore spécifique. Les plages (estrans sableux) sont un maillon essentiel à de nombreuses espèces animales, soit pour leur reproduction (c'est le cas des tortues marines) soit dans la chaîne alimentaire (oiseaux limicoles, œufs et bébés tortues, crabes fantômes, puces des sables, mouches, guêpes des sables, etc.).
Pour cette raison, plusieurs de ces plages sont en théorie légalement protégées par le règlement de la réserve naturelle nationale de Saint-Martin, et par celui du Conservatoire de l'espace littoral et des rivages lacustres.

### Problèmes environnementaux
- Destruction de l'écosystème : (Tortues marines, oiseaux marins et limicoles, ...).
- Pollutions : (Déchets, Ordures, Staphylocoques, ...).
- Piétinement excessif des plages par la sur-fréquentation touristique.
- Le "nettoyage" des Laisses de mer, mais aussi le souci des gros échouages des bancs d'algues "« type sargasses »"[7].
- Effarouchement des oiseaux, ce qui perturbe leurs habitudes alimentaires et de reproduction.
- Collectes illicites du sable des plages, détruisant radicalement des biotopes.
- Privatisation de parties de plages : (Constructions empiétant, plagistes, ...)[8].

## Liste des plages par zones géographiques[9]

### Enzone française

#### Quartier desTerres-Basses
- Plage de Baie Longue ou (Long bay), avec au centre son unique accès public.
- Plage de Baie aux prunes ou (Plum bay), avec au nord son unique accès public.
- Plage de Baie Rouge ou (Red bay), avec à l'Est son unique accès public. (aménagements touristiques)
- Plage des « amoureux », l'accès public y ayant été illicitement privatisé, on ne peut publiquement s'y rendre que par la mer.
- Plage de « l'arche », uniquement accessible par la mer. (DANGER: attention aux changements de houle)
- Plage de Petite baie. L'accès public se fait par la route de « Devil's hole ». Cela permet aussi d'aller sur la Pointe du Bluff.

#### Quartier deSandy-Ground
- Plage de l'anse des sables, accessible par les hôtels ou les résidences.
- Plages de la lagune, côté « étang de Simsonbay » et « Nettlé hill », accessibles par les hôtels ou les résidences.
- Plage de Sandy-Ground, accessible par la rue « Lady fish ».
- Plage du Morne Rond (ou Round hill), accessible par les hôtels ou les résidences.
- Plages du Grand îlet de l'étang de Simsonbay.

#### Quartier deMarigot
- Plage de la Baie de la Potence (ou de Galisbay). Cette plage encore en sable tout du long en 1974 en a été peu à  peu totalement pillée par les prélèvements humains et son urbanisme. À ce jour il en reste moins de 27 %.

#### Quartier deFriars-bay
- Plage de l'Anse des pères (ou Friars bay). (aménagements touristiques).

#### Quartier deGrand-Case
- Plage de l'Anse Heureuse (ou Happy bay), avec son petit étang coupé en deux.
- Plage de Grand-case, avec ses deux quais.
- Petite plage, avec son accès public dissimulé entre deux murs.

#### Quartier de l'Anse-Marcel
- Plage dite « Duck-Beach », entre le « mont Bell Hill » et la colline où se trouve la ruine de l'habitation-cotonnière du XVIIIe (très petite).
- Plage de l'Anse Marcel. (aménagements touristiques).
- Plage de la Baie de Petites-Cayes (fait partie de la réserve naturelle marine).

#### Quartier deCul-de-Sac
- Plage de Cul-de-sac anciennement dite de « la barrière ». Vers « 1975 », elle a été agrandie artificielle par pompage des sédiments de la baie déversés (pour partie) dans la mangrove) d'origine. On y trouve le quai d'embarquement des navettes vers l'îlet Pinel, des barques de pêcheurs, des bateaux au mouillage. Chaque année le 6 mai s'y déroule la grande fête populaire dite « Fish day »[10].
- Plage des Grandes cayes, sur la route de la décharge. (Fait partie de la réserve naturelle marine).
- Plages de l'îlet Pinel, au nombre de trois (Ouest, Est et Nord). Celle de l'Ouest ayant des aménagements touristiques. (Gérées par la réserve naturelle marine).
- Plage « Famille Hunt », devant les bâtiments dont la construction fut interrompue par décision judiciaire.

#### Quartier de laBaie-Orientale
- Plage de la Baie Orientale, anciennement nommée d'Orléans[11] avec sa zone naturiste à la pointe sud. (Nombreux aménagements touristiques)
- Plage de Caye verte (ou Green cay). (Fait partie de la réserve naturelle marine).

#### Quartier-d'Orléans
- Plage de la baie de l'Embouchure, dite du « Galion », avec sa mangrove. (Fait partie de la réserve naturelle marine).
- Plage de la baie Lucas, dite du « Coralita » (en marge de la réserve naturelle marine).

#### Île Tintamarre
- Plage de la baie blanche. (Fait partie de la réserve naturelle marine).
- Plage du lagon. (Fait partie de la réserve naturelle marine).

### Enzone néerlandaise

#### Quartier deLow-lands
- Plage de Cupecoy, s'agissant plus exactement d'une succession de petites plages légèrement moins fréquentées au pied des falaises orangées du lieu-dit Cupecoy, dans la proximité ouest de Maho. Il s'agit des dernières plages avant de franchir la frontière française du côté ouest de l'île. Du fait de l'orientation vers l'ouest et de l'isolation au pied des falaises, il s'agit des meilleures plages pour admirer le coucher de soleil à Sint Maarten. La plage de Cupecoy est réputé pour être gay friendly, ainsi que naturiste à certains endroits. Aucun autobus ne se rend à Cupecoy, l'endroit le plus proche desservi par eux est Maho (2.5 km).
- Plage de Mullet Bay, regroupe un grand nombre de Saint-Martinois le week-end, particulièrement le dimanche. Il s'agit d'une assez grande plage d'environ 500 m, située entre le village de Maho et la colline de Cupecoy, bordée par le parcours de golf de Mullet Bay. Un bar/bbq/sacks se trouve au sud de la plage, un grand parking très prisé le week-end est situé juste derrière la plage. Peu d'autobus font le crochet jusqu'au parking, le plus simple est alors de se rendre en bus à Maho puis d'effectuer le reste du trajet à la marche (cinq minutes). Comme sur une majorité des plages caribéennes, l'eau y est calme et limpide la plupart du temps ; il arrive cependant en période de tempête (parfois au large, ou la veille) que la houle se forme, l'eau se trouble alors légèrement et des vagues inhabituellement hautes frappent le bas de la plage. En plus d'une exposition à un espace très dégagé de la Mer des Caraïbes, cette agitation occasionnelle est principalement due à un dénivelé sous marin assez brutal qui « creuse » la vague lorsque l'onde racle le rivage.
- Plage de Maho (Airport beach), célèbre plage située au pied de la piste de l'aéroport international Princesse-Juliana (SXM), séparée uniquement par une barrière métallique et l'étroite Beacon Hill road. Cette plage se situe entre le village de Maho et la pointe de Beacon Hill, à l'extrémité ouest de Simpson Bay. Elle est accessible en véhicule par Maho uniquement. Le bar situé au sud de la plage (côté opposé à Maho) met à disposition un tableau d'affichage indiquant les heures des prochains décollages et atterrissages. Bien qu'aux yeux des visiteurs il s'agisse d'un incontournable de l'île, il est déconseillé de fréquenter l'espace situé dans l'alignement des décollages et atterrissages des avions, pour des raisons sanitaires (gaz toxiques) et sécuritaires (prise du souffle des réacteurs).
- Plage de Burgueux, ... (à décrire)
- Plage de Simsonbaai (Long beach), ... (à décrire)

#### Quartier deKoolBaai
- Plage de Lay bay (Pelican), ... (à décrire)
- Grève de KoolBaai, ... (à décrire)
- Grève de Kay bay, ... (à décrire)

#### Quartier deKlein Baai
- Plage de Little bay, ... (à décrire)

#### Quartier dePhilipsburg
- Plage de la Greatbay (GrootBaai), le long de la ville et toute attenante. Aménagée par une « promenade » hors sable comme à Deauville. au centre un quai reçoit les navettes maritime transportant des passagers des navires de croisières. Par internet on visionne en direct une webcam qui filme en streaming ce coin de quai, une autre webcam transmet des images toutes les cinq secondes. depuis l'ouest de la plage.(Liens ad hoc en attente).

#### Quartier dePointe-Blanche
- 'Grève de Pointe Blanche, ... (à décrire)
- Grève de Back bay, ... (à décrire)
- Grève de Geneve bay, ... (à décrire)
- Plage de Guana Bay, ... (à décrire)

#### Quartier deRavine-rouge
- Plage de Dawn beach, ... (à décrire)

#### Quartier deOyster-pond
- Plage de Oyster pond, ... (à décrire)

## Liste des plages par longueurs décroissantes[12]

### Enzone française
1. Plage de la Baie Orientale : 2.060 m. Quartier de la Baie Orientale.
2. Plage de Grand-case : 1.960 m. Quartier de Grand-Case.
3. Plage de Baie Longue ou (Long bay) : 1.800 m. Quartier des Terres-Basses.
4. Plage de la baie de l'Embouchure : 1.750 m. Quartier d'Orléans
5. Plage de Baie Rouge ou (Red bay) : 1.400 m. Quartier des Terres-Basses.
6. Plage du lagon : 1.160 m. Île Tintamarre. (étroite)
7. Plage de Baie aux prunes ou (Plum bay) : 1.130 m. Quartier des Terres-Basses.
8. Plage de la Baie de la Potence ou (Galisbay) : 830 m. Quartier de Marigot. (Détruite à 73 %)
9. Plages de la lagune : 790 m. Quartier de Sandy-Ground.
10. Plage de Sandy-Ground : 760 m. Quartier de Sandy-Ground.
11. Plage de l'anse des sables : 700 m. Quartier de Sandy-Ground.
12. Plage des Grandes cayes : 660 m. Quartier de Cul-de-sac.
13. Plage de Cul-de-sac : 550 m. Quartier de Cul-de-sac. (Dénaturée à 27 %).
14. Plage du morne rond ou (Round hill) : 540 m. Quartier de Sandy-Ground.
15. Plages des hôtels : 435 m. Quartier de Sandy-Ground.
16. Plage de l'Anse Marcel : 430 m. Quartier de l'Anse Marcel.
17. Plage de la baie Lucas, dite du « Coralita » : 420 m. Quartier d'Oyster pond.
18. Plage de la baie blanche : 345 m. A l'île Tintamarre.
19. Plage de l'Anse Heureuse ou (Happy bay) : 270 m. Quartier de Grand-Case.
20. Plages O. de l'îlet Pinel : 260 m. Quartier de Cul-de-sac.
21. Plage de Petite baie : 250 m. Quartier des Terres-Basses.
22. Plage de l'Anse des pères ou (Friars bay) : 240 m. Quartier de Friars bay.
23. Petite plage : 195 m. Quartier de Grand-Case.
24. Plage de la Baie de Petites-Cayes : 190 m. Quartier de l'Anse Marcel.
25. Plages N. de l'îlet Pinel : 185 m. Quartier de Cul-de-sac.
26. Plage « Famille Hunt » : 160 m. Quartier de Cul-de-sac.
27. Plages E. de l'îlet Pinel : 125 m. Quartier de Cul-de-sac.
28. Plages du Grand îlet (de Simsombay) : 105 m. Quartier de Sandy-Ground.
29. Plage dite « Duck-Beach » : 100 m. Quartier de l'Anse Marcel.
30. Plage de Caye verte, langue de sable : 95 m. Quartier de la Baie Orientale.
31. Plage de « l'arche » : 70 m. Quartier des Terres-Basses.
32. Plage des « amoureux » : 60 m. Quartier des Terres-Basses.

### Enzone néerlandaise
1. Plage de Cupecoy : ?? m. Quartier des Low-lands
2. Plage de Mullet bay : ?? m. Quartier des Low-lands
3. Plage de Maho (Airport beach): ?? m. Quartier des Low-lands
4. Plage de Burgueux : ?? m. Quartier des Low-lands
5. Plage de Simsonbaai (Long beach) : ?? m. Quartier des Low-lands
6. Plage de Lay bay (Pelican): ?? m. Quartier de KoolBaai
7. Grève de KoolBaai : ?? m. Quartier de KoolBaai
8. Grève de Kay bay : ?? m. Quartier de KoolBaai
9. Plage de Little bay : ?? m. Quartier de Klein Baai
10. Plage de GrootBaai (Philipsburg) : ?? m. Quartier de Philipsburg
11. Grève de Pointe Blanche : ?? m. Quartier de Pointe-Blanche
12. Grève de Back bay : ?? m. Entre Pointe-Blanche et Guana Bay
13. Grève de Geneve bay : ?? m. Entre Pointe-Blanche et Guana Bay
14. Plage de Guana Bay : ?? m. Entre Pointe-Blanche et Guana Bay
15. Plage de Dawn beach : ?? m. Quartier de Ravine-rouge
16. Plage de Oyster pond : ?? m. Quartier de Oyster-pond

## Sources
« Carte de Randonnée au 1:25.000, St.Martin & St.Barthélemy n°4606GT ». éd. 2014, IGN Paris, TOP 25, Série Bleue, « Commander online »